# François-Antoine-Marie de Méan
François Antoine Marie Constantin de Méan et de Beaurieux (Saive, 6 luglio 1756 – Malines, 15 gennaio 1831) è stato un arcivescovo cattolico belga.

## Biografia
Nacque il 6 luglio 1756 a Saive.
Venne ordinato diacono il 14 agosto 1785.
Il 17 settembre 1785, all'età di 29 anni, venne ordinato presbitero a Liegi, in Belgio, e il successivo 19 dicembre venne nominato vescovo ausiliare di Liegi, ricevendo la consacrazione episcopale il 19 febbraio 1786 dal principe vescovo César-Constantin-François de Hoensbroeck, suo zio di cui divenne vescovo coadiutore.
Il 16 agosto 1792 venne nominato vescovo di Liegi, ma venne presto costretto a rinunciare (de facto ma non de jure) al potere secolare legato alla sede episcopale (il vasto principato vescovile di Liegi) dopo l'invasione del Belgio da parte delle truppe rivoluzionarie francesi che portò all'annessione di Liegi alla Francia. Dopo il Concordato del 1801 tra Francia e Santa Sede accettò di dimettersi anche come vescovo nel 1802 (era già esiliato dal 1794).
Il 28 luglio 1817 venne eletto arcivescovo di Malines. Poco prima, nel 1816, re Guglielmo I dei Paesi Bassi gli aveva confermato il titolo personale di Principe. Fu una figura importante perché fu a capo della Chiesa cattolica in Belgio durante un periodo in cui molte diocesi erano vacanti dopo il periodo napoleonico, in attesa della firma di un Concordato con i Paesi Bassi (poi firmato nel 1827 quando addirittura tutte le altre diocesi in Belgio erano vacanti). 
Decisivo fu anche il suo atteggiamento benevolo verso il cattolicesimo liberale ed egli scrisse nel 1830 una celebre lettera diretta al Papa, durante la redazione della nuova Costituzione belga, in cui si difendeva l'atteggiamento della Chiesa locale sulle libertà costituzionali. Si rivolse anche direttamente al Congresso nazionale belga.
Morì a Malines il 15 gennaio 1831, all'età di 74 anni.

## Genealogia episcopale e successione apostolica
La genealogia episcopale è:
- Cardinale Scipione Rebiba
- Cardinale Giulio Antonio Santori
- Cardinale Girolamo Bernerio, O.P.
- Arcivescovo Galeazzo Sanvitale
- Cardinale Ludovico Ludovisi
- Cardinale Luigi Caetani
- Cardinale Ulderico Carpegna
- Cardinale Paluzzo Paluzzi Altieri degli Albertoni
- Papa Benedetto XIII
- Arcivescovo Clemens August Maria von Bayern
- Vescovo Franz Josef von Gondola, O.S.B.
- Vescovo Wilhelm Anton von der Asseburg zu Hinnenburg
- Vescovo Federico Guglielmo di Vestfalia
- Vescovo Damian August Philipp Karl von Limburg-Styrum
- Vescovo Philippe Damien de Hoensbroeck
- Vescovo César-Constantin-François de Hoensbroeck
- Arcivescovo François Antoine Marie Constantin de Méan et de Beaurieux

La successione apostolica è:
- Vescovo Antoine Casimir Libère de Stockem (1793)